# Paul Tracy
Pour les articles homonymes, voir Tracy.
Paul Tracy, né le 17 décembre 1968 à Scarborough (Ontario) au Canada, est un pilote automobile de CART / Champcar. Ce championnat, aujourd'hui disparu car fusionné avec l'IRL, pouvait être assimilé à la Formule 1 américaine, dont Sébastien Bourdais a remporté quatre éditions (2004 à 2007). Paul Tracy a décroché 33 victoires dont un titre en 2003. Il a également participé plusieurs fois aux 500 miles d'Indianapolis, terminant notamment 2e lors de l'édition 2002.

## Biographie

### 1989-1993: Les premières années
Paul Tracy dispute ses premières courses en kart jusqu’à l’âge de 16 ans. Il se lance en monoplace et devient, à 16 ans seulement, le plus jeune champion canadien de Formule Ford. Un an plus tard, il remporte la dernière manche du Championnat Can-Am (la dernière course de la spécialité) devenant ainsi le plus jeune pilote à s’y imposer.
Poursuivant ses efforts en monoplace, il dispute le championnat ARS (American Racing Series), équivalent américain de la F3000. Il s’impose dès sa première course et termine la saison 1988 à la neuvième place du championnat. Huitième en 1989, il décroche finalement le titre en 1990 au sein du Landford Racing en remportant 9 victoires sur les 14 courses que compte la saison. Cette performance lui ouvre alors les portes du championnat américain de CART.

### 1991-1997: Les années Penske et Newman-Haas
C’est en 1991 sur le circuit de Long Beach que Tracy fait ses débuts en CART pour le compte du Dale Coyne Racing. Si cette première sortie se solde par un abandon, sa rapidité n’échappe pas à Roger Penske qui décide d’en faire son pilote d’essais. Il dispute trois autres courses cette année-là, inscrivant ses premiers points sur le petit ovale de Nazareth, piste qui deviendra son circuit de prédilection. Penske reconduit son contrat pour 1992 et lui propose un programme portant sur plusieurs courses au volant de la troisième voiture de l'équipe. Il disputera finalement 11 courses sur les 16 que compte le championnat (remplaçant notamment Rick Mears, accidenté à Michigan) et termine sur le podium à trois reprises (Michigan, Mid-Ohio et Nazareth). Il devient également le plus jeune pilote de la discipline à obtenir une pole-position sur le circuit routier d’Elkhart Lake.
Promu deuxième pilote aux côtés d’Emerson Fittipaldi, Tracy va, pour sa première saison complète, faire jeu égal avec son coéquipier et surtout avec Nigel Mansell, champion du monde de F1 1992 et nouveau venu dans la discipline. Il remporte cinq victoires (Long Beach, Cleveland, Toronto, Elkhart Lake et Laguna Seca) et livre quelques duels mémorables au britannique, notamment sur les ovales de Loudon et Nazareth. S’il confirme sa réputation de pilote ultra-rapide, son impulsivité lui joue parfois des tours et il ne peut se mêler à la lutte pour le titre.
Reconduit chez Penske pour la quatrième année consécutive, il doit cependant composer avec l’arrivée d’Al Unser Jr.. Le trio Unser / Fittipaldi / Tracy survole la saison 1994 et remporte 12 courses sur 16, y compris les 500 miles d'Indianapolis. Toujours rapide aux essais avec quatre pole-positions, Tracy multiplie les bévues en course en laissant échapper plusieurs victoires faciles. Ses trois succès (Détroit, Nazareth et Laguna Seca) n'y changeront rien : fin 1994, Tracy quitte Penske pour rejoindre une autre équipe de pointe : l'équipe Newman/Haas Racing. C’est également durant cette période que Tracy effectue ses premiers (et seuls) tests en Formule 1 pour le compte de l’écurie Benetton.
L’arrivée de Tracy chez Newman-Haas coïncide avec le retour de Michael Andretti au sein de son équipe-fétiche (il a en effet disputé quatre saisons et remporté le titre 1991 pour le compte de cette équipe). La collaboration entre les hommes n'est pas simple et le canadien ne parvient pas à trouver ses marques. Bien qu'ayant remporté deux victoires (Surfers Paradise et Milwaukee) contre une seule (Toronto) pour Andretti, Tracy termine le championnat 1995 au 6e rang, sept points derrière son équipier. Il quitte finalement l'équipe au bout d'une seule saison pour retourner chez Penske.
Les saisons 1996 et 1997 seront à l’image des précédentes. Toujours très rapide en qualifications au volant d’une machine pas toujours compétitive, Tracy sort de la piste plus souvent qu’à son tour et confond souvent vitesse et précipitation, ce qui lui coûte plusieurs victoires (Homestead et Nazareth en 1996 notamment). Victime d’un gros accident sur l’ovale de Michigan, il manque deux courses termine la saison 1996 en roue libre sans la moindre victoire. Il fait un instant figure de favori pour le titre 1997 à la suite d'une série de trois victoires consécutives (Nazareth, Rio et Gateway) mais s’effondre dans le sprint final et termine finalement 5e. La collaboration entre Tracy et Penske prend fin avec un ultime accident sur l’ovale de Fontana.

### 1998-2002: Les années Green
Paul Tracy rejoint pour la saison 1998 l’équipe KOOL Green. Cette équipe, titrée en 1995 avec Jacques Villeneuve, dispose d’un budget important et du meilleur package technique du moment : châssis Reynard, moteur Honda, pneus Firestone. Associé au prometteur Dario Franchitti, Tracy va pourtant énormément décevoir : avec dix abandons et plusieurs accrochages (y compris avec Franchitti), le canadien termine le championnat au 13e rang seulement sans avoir obtenu un seul résultat probant. En raison de ses nombreux accidents, il est même suspendu pour la manche d’ouverture du championnat 1999 qui, paradoxalement, sera l’un des meilleurs de sa carrière. S’il figure toujours parmi les pilotes les plus rapides, il a désormais acquis ce qui lui avait fait si souvent défaut durant les saisons précédentes : la régularité. Le canadien remporte deux victoires (Milwaukee et Houston), signe six podiums et termine treize fois dans les points sur dix-neuf courses disputées. Il se classe troisième au championnat derrière son équipier Franchitti et le colombien Juan Pablo Montoya. La saison 2000 est encore meilleure puisqu’il grimpe six fois sur le podium dont trois sur la plus haute marche (Long Beach, Elkhart Lake et Vancouver). Ces performances le maintiennent en course pour le titre jusqu’à la dernière course de la saison, où trahi par sa mécanique, il ne termine finalement qu’au cinquième rang.
Les saisons 2001-2002 sont nettement plus difficiles. L’équipe Green passe de deux à trois voitures avec l’arrivée de sa « bête noire », Michael Andretti. Repris par ses vieux démons et une malchance tenace, il ne signe que deux podiums en 2001 et quatre autres en 2002, dont une victoire à Milwaukee, ce qui restera son dernier succès pour le compte de l'équipe Green. Cette saison 2002 restera cependant entachée par la polémique suscitée par le résultat des 500 miles d’Indianapolis. Si Hélio Castroneves est déclaré vainqueur, de nombreux observateurs ont estimé que Tracy se serait sans doute imposé si la course n’avait pas été interrompue en raison d’un accident sur le circuit.

### 2003-2007: Les années Forsythe
Si la plupart des équipes de pointe quittent le championnat CART (notamment les équipes Ganassi et Green), Tracy reste fidèle à la discipline, geste qui sera hautement apprécié par les fans du championnat. Désormais associé à son compatriote Patrick Carpentier chez Forsythe, il remporte successivement les trois premières courses de la saison (St-Petersburg, Monterrey et Long Beach) et en reportera encore quatre autres (Toronto, Vancouver, Mid-Ohio et Mexico City) pour s’adjuger le titre 2003 face à Bruno Junqueira, Michel Jourdain Jr. et Sébastien Bourdais. Avec six pole-positions, sept victoires, dix podiums et 658 tours en tête, cette saison sera la meilleure de sa carrière.
Face à une équipe Newman-Haas parfaitement organisée, Tracy, toujours premier pilote d’une équipe Forsythe désormais privée du soutien de Player's (son sponsor historique), n’est pas en mesure, malgré quatre podiums et deux victoires, de défendre son titre. Il termine quatrième au classement derrière Bourdais, Junqueira et Carpentier. Le même scénario se répète en 2005 puisqu’il se classe de nouveau quatrième (avec deux victoires et sept podiums) derrière Bourdais, Oriol Servià et le britannique Justin Wilson. Les saisons 2006 et 2007 seront à l’avenant, Tracy terminant septième en 2006 avec seulement trois podiums. Mais plus que les résultats, c'est sa rivalité avec Sébastien Bourdais qui retient l'attention, une rivalité qui culmine lors de l'épreuve disputée à Denver : Bourdais dépasse Tracy avant le dernier virage du dernier tour, mais le canadien va tenter de reprendre désespérément l'avantage au prix d'un freinage suicidaire, qui expédie les deux pilotes hors course. Sortis de leurs machines, les deux hommes en viendront brièvement aux mains. Deux semaines auparavant, à San Jose, Tracy connut une altercation plus violente encore avec son compatriote Alex Tagliani, là encore pour une manœuvre plus que litigieuse du pilote Forsythe (il tira tout droit dans une échappatoire mais reprit la piste avec brutalité et percuta Tagliani). La saison 2007 verra Tracy remporter son ultime victoire en ChampCar à Cleveland. Il terminera le championnat à la onzième place seulement.

### 2008-2011: Dernières courses en IndyCar
À la suite de l’absorption du ChampCar par l’IndyCar, Tracy, laissé libre par l’équipe Forsythe, ne dispute qu’une seule course pour le compte de l’équipe Vision Racing à Edmonton et démontre qu’il n’a rien perdu de son talent en se classant 4e derrière Wilson, Castroneves et le futur champion Scott Dixon. Il dispute quelques épreuves supplémentaires en 2009 au sein de l’équipe KV Racing Technology avec pour meilleurs résultats une 6e place à Edmonton, une septième à Mid-Ohio et une neuvième à Indianapolis. Il ne disputera que six courses en 2010 et cinq en 2011, sans obtenir de grands résultats.

## Résultats en CART / Champcar
- 1991 : 21e
- 1992 : 12e, 1 podium
- 1993 : 3e, 5 victoires
- 1994 : 3e, 3 victoires
- 1995 : 6e, 2 victoires
- 1996 : 13e
- 1997 : 5e, 3 victoires
- 1998 : 13e
- 1999 : 3e, 2 victoires
- 2000 : 5e, 3 victoires
- 2001 : 14e, 2 podiums
- 2002 : 11e, 1 victoire
- 2003 : Champion, 7 victoires
- 2004 : 4e, 2 victoires
- 2005 : 3e, 2 victoires
- 2006 : 7e
- 2007 : 11e, 1 victoire

## Résultats aux500 milesd'Indianapolis
| Année | Châssis      | Moteur           | Départ | Arrivée | Équipe            |
| ----- | ------------ | ---------------- | ------ | ------- | ----------------- |
| 1991  | Lola T9000   | Cosworth         | Wth    | Wth     | Dale Coyne Racing |
| 1992  | Penske PC-21 | Chevrolet B      | 19     | 20      | Penske            |
| 1993  | Penske PC-22 | Chevrolet C      | 7      | 30      | Penske            |
| 1994  | Penske PC-23 | Ilmor-Mercedes   | 25     | 23      | Penske            |
| 1995  | Lola T9500   | Ford-Cosworth XB | 16     | 24      | Newman/Haas       |
| 2002  | Dallara      | Chevrolet        | 29     | 2       | Team Green        |
| 2009  | Dallara      | Honda            | 13     | 9       | KV                |
| 2010  | Dallara      | Honda            | DNQ    | DNQ     | KV                |
| 2011  | Dallara      | Honda            | 25     | 25      | Dreyer & Reinbold |